# Lynne Watson
Lynnette Pamela Watson później Lynnette Bates (ur. 22 listopada 1952 w Perth) – australijska pływaczka. Srebrna medalistka olimpijska z Meksyku.
Zawody w 1968 były jej jedynymi igrzyskami olimpijskimi. Medal zdobyła w sztafecie 4 × 100 metrów stylem zmiennym. Australijską sztafetę tworzyły również Judy Playfair, Lyn McClements i Janet Steinbeck. Zdobyła pięć medali Igrzysk Brytyjskiej Wspólnoty Narodów w 1970. Indywidualnie zdobyła złoto na 100 i 200 metrów grzbietem i była druga na 100 metrów dowolnym oraz zwyciężyła w dwóch sztafetach. 